# Chaoyang (Changchun)
Chaoyang léase Cháo-Yang (en chino: 朝阳区, pinyin: Cháoyáng Qū) es un distrito urbano bajo la administración directa de la subprovincia de Changchun, capital provincial de Jilin, República Popular China. El distrito yace en una llanura con una altitud promedio de 250 m s. n. m., ubicada en el centro financiero de la ciudad, asiento de los poderes locales. Su área total es de 346 km² y su población para 2010 fue de +700 mil habitantes.

## Administración
El distrito de Chaoyang se divide en 13 pueblos que se administran en 11subdistritos, 2 poblados y 2 villas.